# Yomo Toro
Yomo Toro (Victor Guillermo Toro Vega) est un joueur de cuatro (guitare de Porto Rico) né le 26 juillet 1933 à Ensenada (Porto Rico), et mort dans le Bronx le 30 juin 2012.
Il joue depuis l'âge de six ans et à quinze ans il forme avec trois autres élèves de son école “La Bandita de la Escuela”.
Yomo Toro a joué avec des artistes majeurs tels que la légende cubaine Arsenio Rodriguez et le bassiste Alfonso "El Panameno" au Palladium Ballroom de New York.
Accompagnant le Trio Los Panchos au début des années 1960 et après avoir enregistré quatre albums avec eux, il commence à travailler avec le label Fania, se joignant parfois aux Fania All-Stars.
Entre la fin des années 1960 et le début des années 1970, il présente l'émission de télévision The Yomo Toro Show sur New York Channel 41, et ce pendant près de sept ans.
Ces années furent spécialement fructueuses pour Yomo Toro, lorsqu'il enregistra l'influent Tributo a Arsenio Rodríguez du groupe de Larry Harlow en 1969 et en 1970 le classique Asalto Navideño avec Willie Colón et Héctor Lavoe, où ils mélangèrent la salsa New Yorkaise avec de la musique traditionnelle de noël portoricaine.
Son exécution du thème d'introduction du film Bananas (1971) de Woody Allen l'a rendu célèbre.
Yomo Toro a continué de travailler durant les décennies suivantes, jouant dans plus de 150 albums et enregistrant près de 20 albums en solo, incluant des collaborations avec des musiciens comme Harry Belafonte, Paul Simon, Linda Ronstadt et David Byrne.
En 1994 il effectue un retour aux sources en jouant dans les Latin Legends avec Larry Harlow et Adalberto Santiago.

## Discographie partielle
- Musica del Mundo Entero (2000)
- Alma de Ramito (2000)
- Celebrando Navidad (1999)
- Romantico (1999)
- Celebremos Navidad (1996)
- Las Manos de Oro (1995)
- Gracias (1990)
- Funky Jibaro (1988)